# Wereldkampioenschap schaatsen allround 1889
Het Wereldkampioenschap allround in 1889 werd van 8 tot 9 januari 1889 verreden op het Museumplein in Amsterdam.
Dit kampioenschap was het eerste wereldkampioenschap allround, er was echter geen internationale bond die de wedstrijden organiseerde. De Internationale Schaatsunie (ISU) zou pas in de zomer van 1892 opgericht worden. Tot die tijd werden de (onofficiële) wereldkampioenschappen allround wel steeds op het Museumplein in Amsterdam georganiseerd.
Het kampioenschap werd verreden over drie Engelse afstanden, namelijk de halve mijl (805 meter), 1 mijl (1609 meter) en 2 mijl (3219 meter). De beste vier in de kwalificatie plaatsten zich voor de finale van die afstand. Bij gelijke stand in de kwalificatie volgde er een skate-off tussen de gelijk geëindigden, zoals bij de halve mijl het geval zou zijn. Wie alle drie de afstanden won werd uitgeroepen tot wereldkampioen allround.
De Rus Aleksandr Pansjin eindigde bij alle kwalificaties als eerste en eindigde ook als eerste bij de finales om de halve en hele mijl. In de finale van de 2 mijl moest hij echter de Amerikaan Joe Donoghue voor laten gaan, waardoor Panshin zich volgens de regels geen wereldkampioen allround kon noemen.

## Klassement
|     | Schaatser              | Land                | ½ mijl Kwalificatie | ½ mijl skate-off | ½ mijl finale | 1 mijl kwalificatie | 1 mijl finale | 2 mijl kwalificatie | 2 mijl finale |
| (1) | Aleksandr Pansjin      | Keizerrijk Rusland  | 1.24,6 (1)          |                  | 1.25,6 (1)    | 2.59,0 (1)          | 2.58,6 (1)    | 6.31,6 (1)          | 6.31,0 (2)    |
| (2) | Joe Donoghue           | Verenigde Staten    | 1.35,0 *(9)         |                  |               | 3.05,0 (2)          | 3.00,2 (2)    | 6.34,2 (2)          | 6.24,0 (1)    |
| (3) | Klaas Pander           | Nederland           | 1.30,8 (2)          |                  | 1.30,8 (2)    | 3.26,0 (11)         |               | 6.50,0 (4)          | 6.46,8 (4)    |
| (4) | George Jurrjens        | Nederland           | 1.35,6 (10)         |                  |               | 3.10,3 (3)          | 3.07,2 (3)    | 6.49,0 (3)          | 6.43,2 (3)    |
| (5) | A. Couvée              | Nederland           | 1.33,0 (5)          | 1.32,2 (2)       |               | 3.19,0 (6)          |               | 7.04,8 (5)          |               |
| (6) | Louis Tebbutt          | Verenigd Koninkrijk | 1.34,0 (7)          |                  |               | 3.14,0 (4)          | 3.12,4 (4)    | 7.07,2 (6)          |               |
| (7) | C. Venema              | Nederland           | 1.33,2 (6)          |                  |               | 3.21,0 (9)          |               | 7.11,0 *(7)         |               |
| (8) | G. van Blommestein     | Nederland           | 1.41,0 (19)         |                  |               | 3.30,6 (16)         |               | 7.50,0 (9)          |               |
| (9) | Jakob de Jong          | Nederland           | 1.40,0 (16)         |                  |               | 3.30,2 (15)         |               | 7.35,2 (8)          |               |
| NF3 | T. Vethake             | Nederland           | 1.44,0 (21)         |                  |               | 3.39,8 (19)         |               | NF                  |               |
| NF3 | D. Doijer              | Nederland           | 1.43,0 (20)         |                  |               | 3.26,8 (12)         |               | NF                  |               |
| NF1 | Charles Tebbutt        | Verenigd Koninkrijk | 1.33,0 (4)          | 1.32,0 (1)       | NF            | 3.20,2 (8)          |               |                     |               |
| NS3 | Pim Mulier             | Nederland           | 1.37,0 (12)         |                  |               | 3.32,0 (18)         |               |                     |               |
| NS3 | R. Broekmeijer         | Nederland           | 1.40,0 (16)         |                  |               | 3.18,4 (5)          |               |                     |               |
| NS3 | G. Green               | Verenigd Koninkrijk | 1.38,0 (15)         |                  |               | 3.28,8 (14)         |               |                     |               |
| NS3 | Willem van Vollenhoven | Nederland           | 1.36,8 (11)         |                  |               | 3.27,0 (13)         |               |                     |               |
| NS3 | Wim de Boer            | Nederland           | 1.37,0 (12)         |                  |               | 3.20,0 (7)          |               |                     |               |
| NS3 | James Loveday          | Verenigd Koninkrijk | 1.34,4 (8)          |                  |               |                     |               |                     |               |
| NS3 | William Loveday        | Verenigd Koninkrijk | 1.32,0 (3)          |                  | 1.34,0 (3)    | 3.21,6 (10)         |               |                     |               |
| NS2 | J. van Vollenhoven     | Nederland           | 1.40,0 (16)         |                  |               |                     |               |                     |               |
| NS2 | Foeke Tjalma           | Nederland           | 1.37,0 *(14)        |                  |               |                     |               |                     |               |
| NF1 | P. Ruitinga            | Nederland           | NF                  |                  |               | 3.31,0 (17)         |               |                     |               |

* = met val
NC = niet gekwalificeerd
NF = niet gefinisht
NS = niet gestart
DQ = gediskwalificeerd